# علی همدانی
علی همدانی (زادهٔ ۱۳ اردیبهشت ۱۳۶۴ در تهران) خبرنگار، مجری، کارشناس و مدرس رسانه و دامپزشک ایرانی-بریتانیایی است. او در حال حاضر در شبکه من‌و‌تو مشغول به کار است.

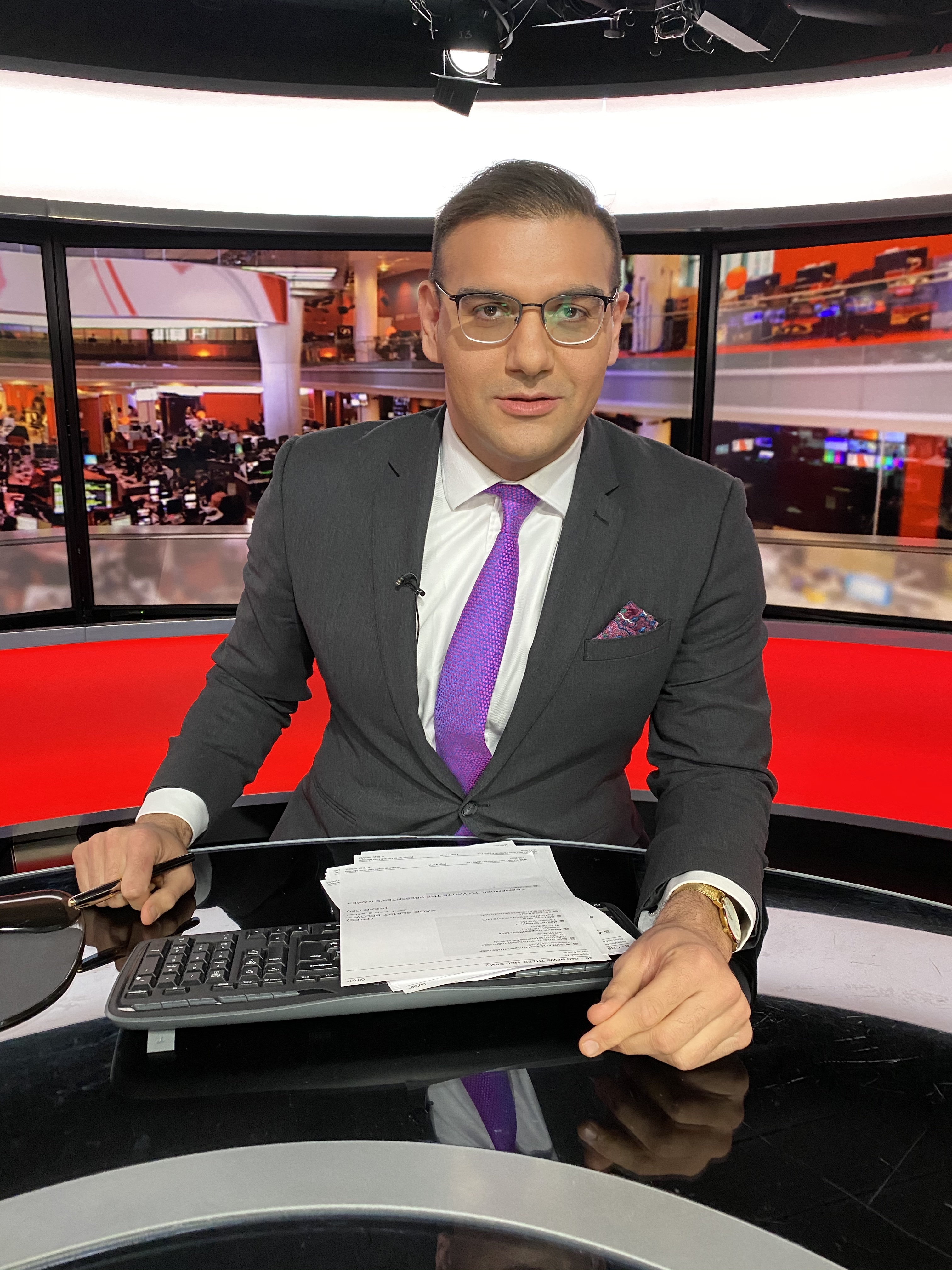

## زندگی‌نامه
علی همدانی تحصیلات خود را در رشته دکتری دامپزشکی در خرداد ۱۳۸۸ در دانشکده دامپزشکی دانشگاه آزاد اسلامی واحد کرج به پایان برد. او کار روزنامه‌نگاری را از پایان سال ۱۳۸۵، با اجرا و تهیه گزارش‌های رادیویی از فرهنگ روز و سبک زندگی جوانان در ایران برای برنامه‌های زیگزاگ و روز هفتم بخش فارسی رادیوی بی‌بی‌سی و با نام مستعار «زیگعلی» آغاز کرد. شهرت اولیه وی مدیون تهیه گزارش‌ها و گفتگوها با هنرمندان زیرزمینی و تمرکز بر هنر خیابان محور و فرهنگ موازی است. از جمله سروش هیچ‌کس، رضا پیشرو، حسین تهی و امیر تتلو برای نخستین بار توسط علی همدانی در رسانه‌ها معرفی شدند.
علی همدانی در سال ۱۳۸۸ برای ادامه فعالیت‌های روزنامه‌نگاری به بریتانیا رفت و کار در بخش فارسی بی‌بی‌سی را با پیوستن به تلویزیون بی‌بی‌سی پی گرفت. علی همدانی در طول دوران فعالیت با گزارش‌های جسورانه دربارهٔ واقعیت‌های اجتماعی و سیاسی گفته نشده ایران و پوشش خبری موضوعات حساس، بارها جنجال آفرید. او نخستین خبرنگار ایرانی است که وضعیت اسفبار دگرباشان ایرانی را در زمان کار در داخل ایران برای رسانه‌های بین‌المللی گزارش کرد و پس از خروج از ایران بارها به بحث و گزارش وضعیت دگرباشان ایرانی در داخل و خارج از ایران پرداخت.
او جزو معدود خبرنگاران ایرانی خارج از کشور است که موفق شده با مقامات جمهوری اسلامی ایران گفتگوی خبری انجام دهد. گفتگوهای او با چهره‌های بین‌المللی سیاست، حقوق بشر، فرهنگ و هنر نیز خبرساز بوده است. علی همدانی خبرنگار ایرانی است که پس از آزادی آنگ سان سو چی، رهبر دموکراسی‌خواهی برمه و برنده جایزه صلح نوبل از حصر خانگی در سال ۲۰۱۱ میلادی، با او گفتگوی تلویزیونی انجام داد. خانم سوچی در این گفتگو به حصر خانگی موسوی و کروبی هم اشاره کرد. او گفتگوهای متعددی با شخصیت‌های هنری، فرهنگی و سیاسی ایران داشته است.

## رادیو و تلویزیون فارسی بی‌بی‌سی
علی همدانی کار خود را با برنامه زیگزاگ رادیوی فارسی بی‌بی‌سی آغاز کرد. او اجرای تلویزیونی خود را در برنامه‌های نوبت شما و امروزی‌ها انجام داد و سپس به بخش خبر تلویزیون بی‌بی‌سی پیوست. از سال ۱۳۹۱، او از مجریان دائمی برنامه چشم‌انداز بامدادی رادیو بی‌بی‌سی بود. با همکاری او، از خرداد ۱۳۹۴، رادیوی دیداری بی‌بی‌سی فارسی افتتاح شد. این برنامه رادیو تلویزیونی، نقش پررنگی در پوشش تحولات ایران بر عهده داشته است از جمله سید علی خامنه‌ای در بهمن ۱۳۹۴، این برنامه رادیویی را متهم کرد که قصد دارد بر انتخابات مجلس ایران اثر بگذارد. آثار وی در روزنامه هاآرتص و روزنامه ایندیپندنت بازتاب داشته‌‌است.

## کار در افغانستان
سفرهای مکرر علی همدانی به افغانستان از سال ۱۳۹۲ و در همکاری با سرویس جهانی بی‌بی‌سی و یونیسف آغاز شد. او سفرنامه‌هایش را وبلاگ کابل من منتشر می‌کرد. سفرهای علی همدانی به افغانستان، برای آموزش خبرنگاران جوان افغان و رسانه‌های محلی در سراسر کشور بود.

## جنجال‌ها
گفتگوهای او با مقامات جمهوری اسلامی ایران، نیروهای بسیج، خوانندگان زیرزمینی ایران و نیز مستندهای او دربارهٔ دگرباشان ایرانی همواره با جنجال رسانه‌ای همراه بوده است. وی از جمله خبرنگارانی بود که در تابستان ۱۳۹۶ و به دنبال حکم دادسرای شهید مقدسی مستقر در اوین، به دلیل کار برای بخش فارسی بی‌بی‌سی، ممنوع‌المعامله شد.
در زمستان ۱۳۹۵ و به دنبال فرمان مهاجرتی دونالد ترامپ، وی از جمله خبرنگارانی بود که چند ساعت بعد از صدور فرمان، عازم آمریکا شد. علی همدانی در فرودگاه شیکاگو برای چند ساعتی متوقف شد و خبر برخورد پلیس اداره مهاجرت ایالات متحده آمریکا با او به عنوان خبرنگار ایرانی-بریتانیایی، خبرساز شد.

## دستگیری
علی همدانی در آبان ۱۳۸۷ و پس از دو سال فعالیت برای رسانه‌های بین‌المللی از جمله بی‌بی‌سی در ایران، توسط وزارت اطلاعات احضار شد. او در توصیف بازجویی‌های خود نوشته که مأموران وزارت اطلاعات او را به هتل استقلال در شمال تهران احضار کردند و با نشان دادن حکم دادگاه انقلاب، او را به اتهام جاسوسی برای سفارت بریتانیا در تهران بازداشت کردند. او پس از انتخابات ریاست‌جمهوری ۱۳۸۸ و در سایه فشارهای حکومت ایران از ایران خارج شد و کارش را در دفتر بی‌بی‌سی در لندن پی گرفت.

## فیلم‌ها و مستندهای رادیویی
- نوروز ۱۳۸۹ - مستند نوروز در جزیره
- دی ۱۳۸۹- مستند اینجا لندن است
- اردیبهشت ۱۳۹۰ - گفتگو با آنگ سان سوچی
- بهمن ۱۳۹۰ - فیلم کوتاه ۴۵ امین سالگرد خاموشی فروغ فرخزاد
- بهمن ۱۳۹۰ - مستند رادیویی چند قصه از زندگی فروغ فرخزاد
- اردیبهشت ۱۳۹۱- مستند رادیویی درباره همجنسگرایان ایرانی پناه‌جو در ترکیه
- دی ۱۳۹۱ - گفتگو با بسیجی "دهان گشاد"
- نوروز ۱۳۹۳- مستند تهران باله ندارد
- آبان ۱۳۹۳ - مستند فارسی زیر تیغ جنسیت
- آبان ۱۳۹۳ - مستند Iran's sex change solution برای تلویزیون سرویس جهانی بی‌بی‌سی
- بهمن ۱۳۹۳ مستند رادیویی Iran special برای برنامه world tonight کانال چهار رادیوی بی‌بی‌سی
- اردیبهشت ۱۳۹۴ - مستند Iran's sex change solution برای کانال چهار تلویزیون بی‌بی‌سی
- خرداد ۱۳۹۴ - سریال رادیویی مسافران مدیترانه: پناهجویان ایرانی در اروپا
- مهر ۱۳۹۴ - مستند رادیویی From Abadan to Aberdeen برای کانال چهار رادیوی بی‌بی‌سی
- خرداد ۱۳۹۵- فیلم کوتاه Too gay to be Mullah برای بخش جهانی بی‌بی‌سی: زندگی یک آخوند همجنس‌گرا ایرانی
- تابستان و پاییز ۱۳۹۵ - مجموعه پانزده قسمتی آن صدا آن روزها برای بخش فارسی بی‌بی‌سی: گفتگو با صداهای ماندگار هنر و فرهنگ ایران
- زمستان ۱۳۹۵ و بهار ۱۳۹۶ - مستند باغبان‌های کابل به فارسی و انگلیسی برای بخش فارسی و انگلیسی بی‌بی‌سی: تاریخ معاصر افغانستان از نگاه باغ‌بان‌های این کشور
- زمستان ۱۳۹۵ و بهار ۱۳۹۶ - مستند رادیویی The Gardeners of Kabul برای بخش انگلیسی رادیوی بی‌بی‌سی: تاریخ معاصر افغانستان از نگاه باغ‌بان‌های این کشور
- پاییز ۱۳۹۶ - مستند تولد یک تالار به فارسی و انگلیسی برای بخش فارسی و جهانی بی‌بی‌سی: یادواره تنها تالار اپرای ایران، تالار رودکی در گفتگو با دست‌اندرکارانش